# Магринья, Хосе
Хосе́ Анто́нио Магри́нья Роде́йро (исп. José Antonio Magriñá Rodeiro, 14 декабря 1917 или 20 марта 1912, Гавана — 2 августа 1988) — кубинский футболист, игравший на позиции полузащитника. Участник чемпионата мира 1938 года в составе национальной сборной Кубы.

## Клубная карьера
Магринья играл за команду «Иберия Гавана» в чемпионате Кубы. Позже перешёл в другой клуб чемпионата «Сентро Гальего» и, как минимум, дважды стал чемпионом страны в составе команды.

## Карьера в сборной
После того, как сборная Кубы не сумела пройти квалификацию на чемпионат мира 1934 года в Италии, Магринье и его команде повезло — из-за снятия с отбора на чемпионат мира 1938 года всех остальных команд Северной Америки, сборная получила путёвку на турнир автоматически. В 1938 году Магринья был вызван на чемпионат мира и принял участие в двух матчах.
В 1/8 финала против Румынии сумел отличиться «сухим листом» на 69-й минуте, в конечном итоге матч перешёл в дополнительное время и завершился со счётом 3:3 благодаря двум голам Эктора Сокорро. Позже в ответном матче, благодаря голам Сокорро и Томаса Фернандеса, Куба смогла победить Румынию со счётом 2:1 и выйти в четвертьфинал. Однако в четвертьфинальном матче сборная была разгромлена сборной Швеции со счётом 8:0 и покинула турнир.